# John Garcia (album)
Pour les articles homonymes, voir John Garcia.
Albums de John Garcia
The Coyote Who Spokes in Tongues
(2017)
John Garcia est le premier album studio du chanteur de stoner rock américain, John Garcia. Il est sorti le 25 juillet 2014 sur le label Napalm Records et a été produit par Garcia, Trevor Whatever et Harper Hug.

## Historique
John Garcia a écrit les chansons de cet album tout au long de sa vie, Her Bullets Energy par exemple, a été composée alors qu'il n'avait que 19 ans. C'est en 2014 qu'il décida de mettre la carrière de Vista Chino entre parenthèses et d'enregistrer enfin son premier album solo.
John Garcia s'entoura de musiciens qu'il avait côtoyé dans les groupes Slo Burn (Chris Hale, Damon Garrison), Hermano (Dandy Brown, Dave Angstrom) et des musiciens qu'il appréciait, Mark Diamond et Tom Brayton du groupe The Dwarves ou Danko Jones du groupe canadien du même nom qui lui écrivit la chanson 5000 Miles. Sur l'album figure aussi une reprise du groupe Black Mastiff, Rolling Stoned, que John avait découvert alors qu'il faisait la première partie de Vista China à Edmonton au Canada. Nick Oliveri qui avait débuté avec John dans Kyuss participa aussi à cet album.
La chanson « Her Bullets Energy » fut enregistrée avec un invité de marque, Robbie Krieger des Doors. En écoutant la démo de cette chanson, les producteurs de l'album, Harper Hug et Trevor Whatever firent remarquer à John que rajouter une guitare hispanique serait une bonne idée. Lorsque John demanda s'ils connaissaient quelqu'un qui sait en jouer, Harper Hug suggéra Robbie Krieger. John pensa d'abord qu'il s'agissait d'une blague, mais Krieger écouta la démo et l'apprécia et accepta de jouer quelques solos de guitare hispanique. John se rendit alors dans le studio privé de Robbie à Glendale en Californie où furent enregistrés les parties de guitare.

## Liste des titres
- Tous les titres sont signés par John Garcia, sauf indication.

1. My Mind - 4:01
2. Rolling Stoned (Bob Yanakoulias, Clay Shea, Allan Harding) - 4:14
3. Flower - 4:04
4. The Blvd - 4:41
5. 5000 Miles (Danko Jones) - 3:45
6. Confusion - 3:38
7. His Bullet Energy - 4:49
8. Argleben - 5:19
9. Saddleback - 2:44
10. All These Walls - 3:05
11. Her Bullets Energy - 4:40

- Ces titres, à l'exception de Rolling Stoned et 5000 Miles ont été écrits avec la collaboration de Dave Angstrom , Jon Eric Belt, Dandy Brown, Marc Diamond, Brady Erickson, Steve Feldman, Damon Garrison, Ehren Groban, Chris Hale et Nathan Limbaugh.

## Musiciens
- John Garcia: chant
- Dave Angstrom: guitare
- Dandy Brown: basse, guitare acoustique
- Danko Jones: guitare sur 5000 Miles
- Robbie Krieger: guitare acoustique sur Her Bullets Energy
- Nick Oliveri: basse
- Tom Brayton: batterie, percussions
- Monique Caravello: guitare acoustique
- Mark Diamond: guitares
- Damon Garrison: basse
- Ehren Groben: guitare
- Chris Hale: guitare
- Mikey Kocsandi: guitare
- Jack Kohler:
- Gary Arcy

## Charts
| Pays                              | Durée du classement | Meilleur classement |
| --------------------------------- | ------------------- | ------------------- |
| États-Unis (Heatseekers Albums)   | 1 semaine           | 39e                 |
| Allemagne                         | 1 semaine           | 56e                 |
| Belgique (W)                      | 1 semaine           | 185e                |
| Belgique (V)                      | 3 semaines          | 111e                |
| Royaume-Uni (Rock & metal albums) | 1 semaine           | 39e                 |
| Suisse                            | 1 semaines          | 60e                 |